# Restaurering
Restaurering (af latin, restauro = genoprette) betegner den proces, hvorved en bygning, kunstgenstand eller andet objekt helt eller delvist tilbageføres til en tidligere tilstand. Denne proces kan bygge både på bygningsarkæologiske spor og på historiske kilder og involverer et element af fortolkning af sporene fra fortiden. Modsat renovering indebærer restaurering en mere nænsom og respektfuld tilgang til genstanden.
Når et kulturminde nedbrydes eller ødelægges, vil dets historiske autenticitet og antikvariske værdi blive svækket eller gå tabt. Ved en restaurering indgår ofte reparation af skader, blotlæggelse af ældre overflader, fjernelse af senere tilføjelser og rekonstruktion af mistede dele eller overflader. Restaureringen indebærer som regel betydelige indgreb og forandringer og kan derfor betragtes som det modsatte af en ideel museal bevaring eller konservering. Processen vil helt eller delvis resultere i en efterligning. Selv med brug af oprindelige materialer og håndværksteknikker vil graden af nøjagtighed variere:
En replik skal ikke afvige fra originalen, inklusive patina. Form og overflader skal også efterlignes.
En kopi meddeler hovedsageligt de samme informationer som originalen. Overfladeinformation og patina vil mangle.
Et duplikat har mindre krav til nøjagtighed, men det må kunne bruges på samme måde (funktionel lighed). Da vil overfladeinformation, patina og form kunne afvige fra originalen.
En parafrase kan udføres, når der ikke findes god dokumentation om originalens udseende. En replik udført med en lignende bygning eller model som forbillede kaldes også en parafrase.

## Det brede restaureringsbegreb
Restaurering er et løst begreb, der både i fortid og nutid har dækket over vidt forskellige processer og fremgangsmåder. I 1800-tallet var det ikke ualmindeligt, at "restaurering" betød en total gendigtning af et emne, en bygning, altså opførelsen af en kopi og ensbetydende med modernisering. Når begrebet anvendes uden for sin faglige kontekst, kan det betyde renovering, altså reparation, udbedring eller istandsættelse, men i modsætning til renovering vil en restaurering oftest været rettet mod fx en bygning, der er fredet eller bevaringsværdig.
Efter 1980 forsøger mange fagfolk at undgå dette brede restaureringsbegreb eller alene anvende det om visse historiske restaureringer. Til gengæld er det faglige restaureringsbegreb også præget af forskellige opfattelser og en livlig debat. I dag hersker der metodepluralisme på fagområdet, som præges af meget forskellige synspunkter om restaurering.

## Restaurering i Danmark
Restaurering en en specialisering, som kan vælges af arkitektstuderende på Kunstakademiets Arkitektskole og Arkitektskolen Aarhus. Sidstnævnte afholder årligt et restaureringsseminar. Desuden uddanner Kunstakademiets Konservatorskole konservatorer, der arbejder med restaurering af maleri, skulptur og andre medier.
På bevaringsafdelingen i Brede kan konservatorerne restaurere, bevare og konservere alt fra papir, malerier og arkæologiske fund. Bevaringsafdelingen, som er en del af Nationalmuseet, har gennem mange år samlet specialviden om restaurering og konservering. Afdelingen udføre mange bevarings- og restaureringsopgaver for både Nationalmuseet og eksterne kunder.
Syddansk Erhvervsskoles Center for Bygningsrestaurering gennemfører modulopdelt efteruddannelse primært for bygningshåndværkere. Uddannelsen fører frem til diplom som restaureringshåndværker. Uddannelsen gennemføres i Odense.